# Kaukasische Freimaurerloge

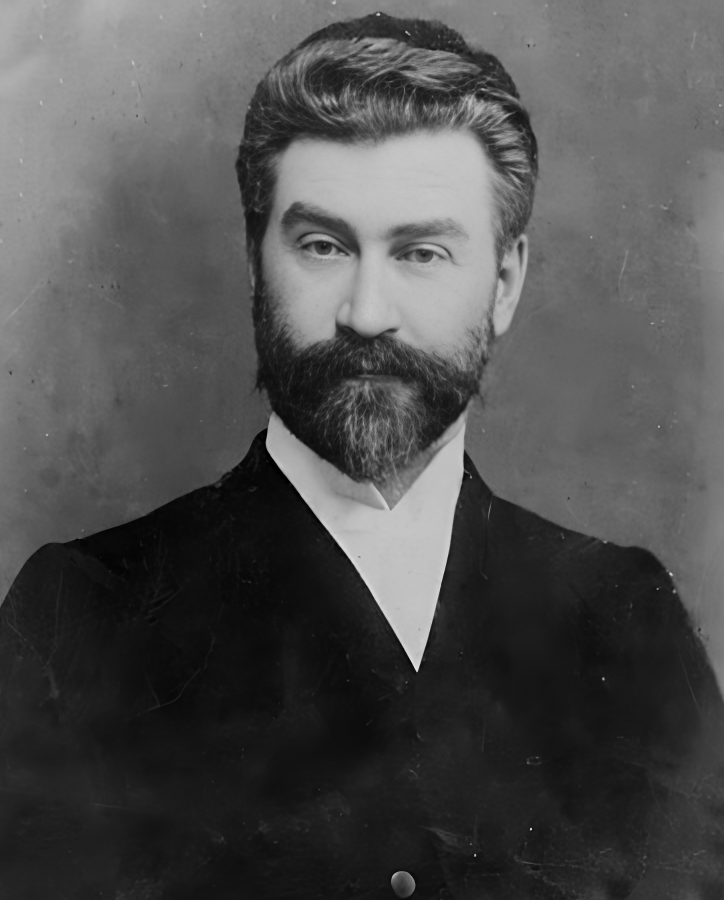
Georgi Sdanowitsch, Mitgründer der Loge

Die Kaukasische Loge (russisch: Кавказская ложа, georgisch: ლოჟა კავკასიური) war eine von 1911 bis 1924 bestehende Freimaurerloge in Kutaissi in Georgien, die unter Beteiligung von Mitgliedern des Grand Orient de France gegründet wurde. Die Loge arbeitete ursprünglich unter der Schirmherrschaft des Grand Orient der Völker Russlands. Die Mitglieder der Loge betrieben Manganerzgewinnung in Tschiatura und finanzierten mit den Erlösen die Verbreitung der Alphabetisierung in Westgeorgien sowie die Ausbildung talentierter Studenten im Ausland. Die Mitglieder der Loge spielten eine bedeutende Rolle im politischen Leben Georgiens, bauten wichtige Objekte in Kutaissi und Tschiatura und waren gleichzeitig Führer und Finanziers der Föderalistischen Partei Georgiens. Ab 1921 im Exil tätig, ruhen die Aktvitäten der Loge seit 1924 aufgrund der Komplikationen in der Kommunikation zwischen den Mitgliedern unter den Bedingungen der Emigration.

## Gründung

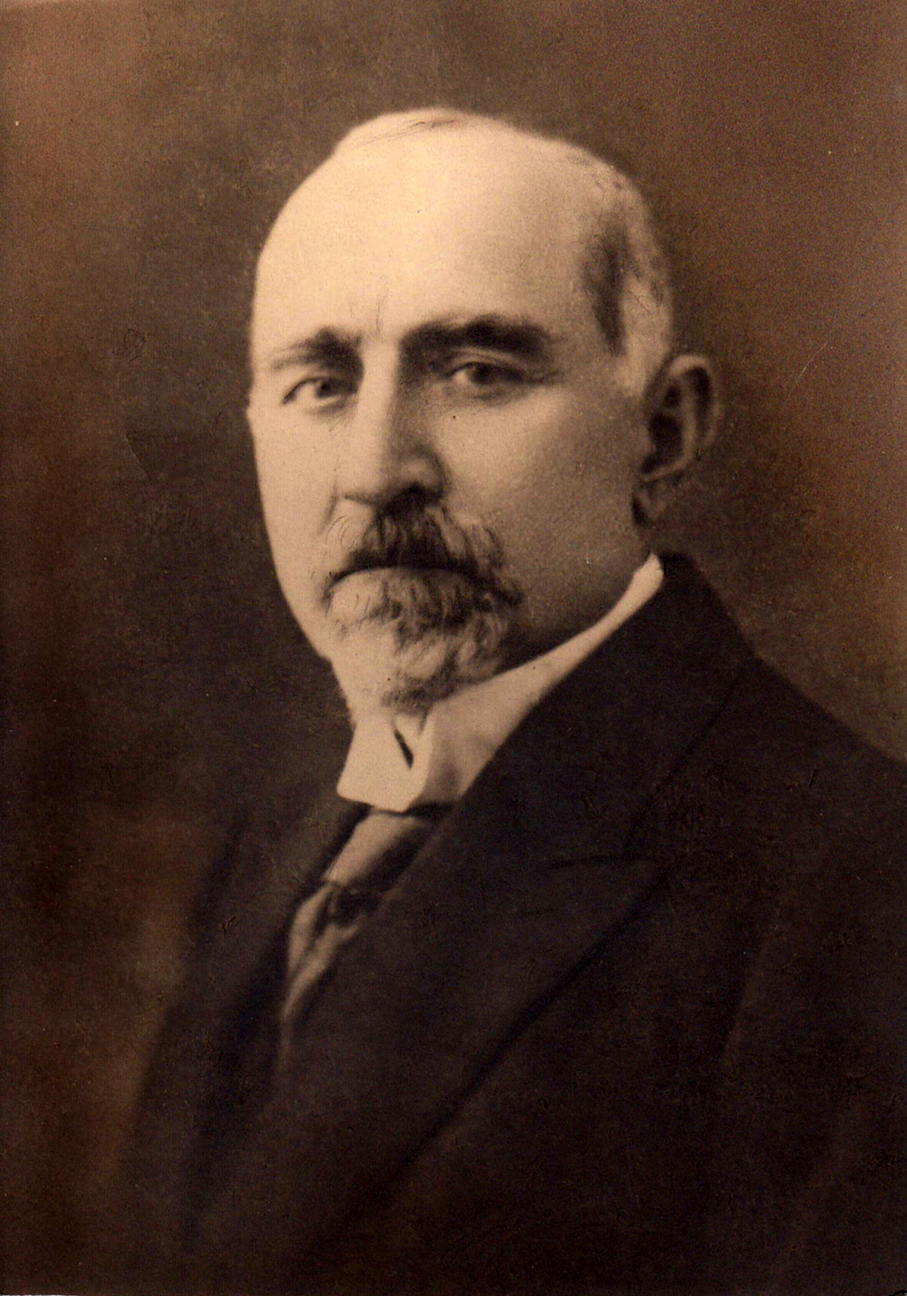
Nikolos Tschcheidse, Mitgründer der Loge

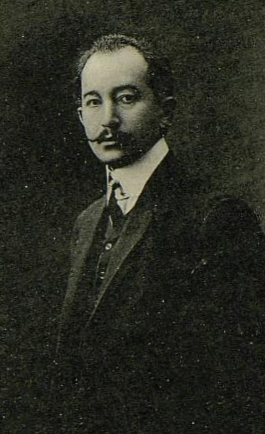
Ewgeni Gegetschkori, Mitgründer der Loge

Zu Beginn des 20. Jahrhunderts, als Georgien eine Zeit turbulenter politischer und sozialer Veränderungen erlebte, beschloss eine Gruppe prominenter Persönlichkeiten des öffentlichen Lebens, ihre Kräfte zum Wohle des Landes zu bündeln. Georgi Sdanowitsch, ein aufgeklärter und fortschrittlicher Mann, gründete zusammen mit Ewgeni Gegetschkori und Nikolos Tschcheidse, die seine Ansichten teilten, eine Freimaurerloge in Kutaissi. In seinen Memoiren behauptete Ewgeni Gegetschkori, dass auch Fürst Sergei Dmitrijewitsch Urussow an der Gründung der Loge beteiligt war. Sie verstand sich als Bruderschaft, die durch gemeinsame Ideale und das Streben nach Vervollkommnung verbunden war. Die Loge erregte schnell Aufmerksamkeit, sodass sich ihr angesehene Persönlichkeiten wie Kita Abaschidse, Jason Bakradse, Alexander Diasamidse, Petre Kipiani und viele andere anschlossen.
Georgi Sdanowitsch leitete diesen Zusammenschluss. Er führte seine Brüder zur Erreichung edler Ziele: der Verbreitung der Prinzipien von Humanität, Toleranz, Menschenliebe und Respekt in der Gesellschaft. Parallel zu diesen Zielen versuchte die Gesellschaft, nützliche Menschen für das Land zu versammeln und direkten oder indirekten Einfluss auf die im Land stattfindenden Prozesse auszuüben.
Die Loge „Kaukasische“ beschränkte sich nicht nur auf die spirituelle Entwicklung ihrer Mitglieder; sie strebte danach, aktiv am Leben des Landes teilzunehmen, nützliche Menschen um sich zu versammeln und die stattfindenden Prozesse zu beeinflussen. Die Freimaurerbrüder glaubten, dass ihr Wissen und ihre Erfahrung Georgien nützen, ihm helfen könnten, Schwierigkeiten zu überwinden und den Weg des Fortschritts einzuschlagen.

## Aktivitäten
Die Versammlungen der Loge fanden in einer Atmosphäre der Brüderlichkeit und des gegenseitigen Verständnisses statt. Die Brüder diskutierten wichtige Fragen, tauschten ihre Ideen und Erfahrungen aus und halfen einander bei der Lösung von Problemen. Die Loge „Kaukasische“ wurde nicht nur zu einem Ort des spirituellen Wachstums, sondern auch zu einem Zentrum des intellektuellen und sozialen Austauschs. In seinen Erinnerungen erklärt Nikolai Tschcheidsse, dass die Protokolle der Versammlungen der Gesellschaft und andere Dokumente unmittelbar nach Abschluss der Versammlung vernichtet wurden, weshalb detaillierte Informationen über die Aktivitäten der Gesellschaft und ihrer Mitglieder uns in geringerem Maße erreicht haben. Nur aus persönlichen Briefen, die Mitglieder einander geschickt haben, erfahren wir einzelne Details darüber, wie sie versuchen, Bauaktivitäten in verschiedenen Städten durchzuführen, herausragenden jungen Menschen zu helfen und Menschen zu helfen, die wegen ihrer Liebe zu ihrem Land verfolgt werden.
So schrieb Gesellschaftsmitglied Jason Bakradse mit Zustimmung eines anderen Mitglieds, Kita Abaschidse, an Georgi Sdanowitsch, dass sie alles tun müssten, um eine Milderung der Strafe für den bekannten Kirchenmann und späteren Patriarchen Kirion (1855–1918) zu erreichen.
Es wird die Notwendigkeit, die Verfolgung der Kirche zu vermeiden, betont. Es wurden keine weiteren Informationen über die von den Mitgliedern der Loge „Kaukasische“ unternommenen Maßnahmen gefunden, aber es ist als historische Tatsache bekannt, dass die russische Gendarmerie 1915 die Verfolgung von Kirion einstellte und ihm das Recht auf Dienst zurückgab, ihm jedoch nicht erlaubte, nach Georgien zurückzukehren.

## Manganerzabbau in Georgien
Die Mitglieder der Loge leiteten die Manganerzgewinnung in der Stadt Tschiatura in Georgien. Georgi Sdanowitsch, Kita Abaschidse und Jason Bakradse investierten die aus dieser Tätigkeit gewonnenen Ressourcen in die Entwicklung Georgiens. Die Versammlungen der Loge wurden neben Kutaissi auch in Tschiatura abgehalten. In Tschiatura wurde ein Gesundheitssystem aufgebaut, das ein Krankenhaus mit 80–100 Betten und medizinische Stationen in abgelegenen Gebieten umfasste. Die Infrastruktur wurde entwickelt, einschließlich des Baus von Straßen, Brücken, Wasserleitungen und Abwassersystemen. Für die Arbeiter wurden Kantinen, Bibliotheken und Theater organisiert. Zugunsten des Bildungswesens wurden Schulen, Fachschulen und Lesesäle eröffnet. Tschiatura wurde elektrifiziert, und eine öffentliche Organisation zur Entwicklung der Kultur wurde gegründet. Eine Kontrollkommission zum Schutz der Arbeiterrechte wurde eingerichtet. Die Aktivitäten der Mitglieder der Loge umfassten verschiedene Bereiche des öffentlichen Lebens, die auf die Entwicklung des Landes ausgerichtet waren. Mit den Einnahmen aus dem Verkauf von Manganerz finanzierten die Mitglieder der Loge auch aktiv talentierte georgische Studenten in Europa und Russland. Ab 1900 wurden Stipendien für Studenten von Bergbauschulen und der höheren Bergbauschule eingerichtet. In den Jahren 1905–1906 wurden bis zu 30.000 Rubel pro Jahr für Stipendien bereitgestellt, was 165–185 Studenten die Möglichkeit gab, eine Ausbildung zu erhalten. Zu den Stipendiaten gehörten: Professor Iosif Kipshidse, Nikolaischwili, die Ingenieure Hundadse, Zulikidse, Tschcheidsse, der Komponist Pozchweraschwili, der Künstler Dawid Kakabadse, die Schriftsteller Konstantin Gamssachurdia, Grigol Robakidse, Aristo Tschumbadse und andere.

## Niedergang
Von ihrer Gründung bis 1917 war Georgi Sdanowitsch der Großmeister der Loge. Er erkrankte 1916 schwer, wurde bettlägerig, und Kita Abaschidse übernahm seine Pflege. Sdanowitsch starb am 30. Juli 1917 in Kutaissi und wurde im Pantheon der Persönlichkeiten des öffentlichen Lebens von Mzwanekwawila begraben. Der Grabstein ist nach freimaurerischen Traditionen ein halb behauener „rauer“ Stein, der die Unvollkommenheit des Menschen symbolisiert. Ersteht im Kontrast zu der bearbeiteten Inschrift mit seinem Vor- und Nachnamen und unterstreicht die freimaurerische Idee des Strebens nach spiritueller Vervollkommnung. Dies spiegelt nicht nur den Respekt vor dem Andenken an Sdanowitsch wider, sondern auch seine Treue zu den freimaurerischen Prinzipien. Einige Monate später starb auch Kita Abaschidse.
Von 1917 bis 1921 war Jason Bakradse der Großmeister. 1921 erfolgte die Sowjetisierung Georgiens und die Loge ging ins Exil, wo die Arbeiten abwechselnd in Deutschland und Frankreich stattfanden. 1924 stellte die Loge aufgrund von Kommunikationsschwierigkeiten zwischen den Mitgliedern im Exil ihre Tätigkeit vorübergehend ein. Diese vorübergehende Aussetzung hat jedoch auch noch nach über 100 Jahren Bestand.